# Landgrafenteich
Der Landgrafenteich ist ein kleines künstliches Stillgewässer in Darmstadt, Hessen.

## Geographie
Der Landgrafenteich befindet sich am Nordostrand von Darmstadt, zwischen Darmstadt-Kranichstein und Messel. Der Teich ist ca. 25 m lang und ca. 15 m breit. Er befindet sich im NSG „Silzwiesen“.
Gespeist wird der Teich durch den sogenannten „Landgrafenbrunnen“. Ein Erddamm mit Durchlass staut das Wasser. Der Landgrafenteich wird über die Silz entwässert.

## Etymologie
Der Brunnen und der Teich wurden nach den Landgrafen von Hessen-Darmstadt benannt.

## Varia
Der idyllische Landgrafenteich liegt versteckt im Wald und ist nur über einen Trampelpfad erreichbar. 